# Varese Calcio 1973-1974
Questa voce raccoglie le informazioni riguardanti il Varese Calcio nelle competizioni ufficiali della stagione 1973-1974.

## Stagione
Nella stagione 1973-1974 il Varese vinse il campionato cadetto e ritornò in Serie A, ottenne 51 punti, quanti l'Ascoli ma con una miglior differenza reti, anche la Ternana è promossa con 50 punti. Retrocedono la Reggina con 34 punti, il Bari con 28 punti ed il Catania con 26 punti.
Dopo due anni di Serie B il Varese in questa stagione vince il campionato e ritorna nella massima serie, con 51 punti ottiene il primo posto appaiato all'Ascoli, terza la Ternana ad una lunghezza, resta in Serie B il Como con 46 punti. Di nuovo affidato all'allenatore Pietro Maroso il Varese mantiene il vertice della classifica dall'inizio al termine del torneo, che chiude con il miglior attacco, capace di realizzare 51 reti. Migliori marcatori stagionali il bustocco Egidio Calloni di scuola Milan con 16 reti e Giacomo Libera con 9 reti. In Coppa Italia disputa il secondo girone di qualificazione vinto dalla Lazio.

## Rosa
| N. |                   | Ruolo | Calciatore          |
| -- | ----------------- | ----- | ------------------- |
|    | Italia (bandiera) | P     | Carlo Della Corna   |
|    | Italia (bandiera) | P     | Leopoldo Fabris     |
|    | Italia (bandiera) | D     | Gabriele Andena     |
|    | Italia (bandiera) | D     | Massimo Arrighi     |
|    | Italia (bandiera) | D     | Pantaleo De Gennaro |
|    | Italia (bandiera) | D     | Bruno Mayer         |
|    | Italia (bandiera) | D     | Antonio Perego      |
|    | Italia (bandiera) | D     | Enrico Prato        |
|    | Italia (bandiera) | D     | Marco Riva          |
|    | Italia (bandiera) | D     | Giorgio Valmassoi   |
|    | Italia (bandiera) | C     | Patrizio Bonafè     |

| N. |                   | Ruolo | Calciatore        |
| -- | ----------------- | ----- | ----------------- |
|    | Italia (bandiera) | C     | Ambrogio Borghi   |
|    | Italia (bandiera) | C     | Renato Dehò       |
|    | Italia (bandiera) | C     | Vito De Lorentis  |
|    | Italia (bandiera) | C     | Nicola Fusaro     |
|    | Italia (bandiera) | C     | Gianpiero Marini  |
|    | Italia (bandiera) | A     | Egidio Calloni    |
|    | Italia (bandiera) | A     | Duino Gorin       |
|    | Italia (bandiera) | A     | Giacomo Libera    |
|    | Italia (bandiera) | A     | Ernestino Ramella |
|    | Italia (bandiera) | A     | Angelo Longhi     |
|    | Italia (bandiera) | C     | Luciano Vatieri   |

## Risultati

### Campionato

#### Girone di andata
| Arbitro: | Trono (Torino) |

|  |           |                                |
|  | Marcatori | 20’, 28’, 72’ Gorin 89’ Libera |

| Arbitro: | Calì (Roma) |

|            |           |  |
| Libera 53’ | Marcatori |  |

| Arbitro: | Gialluisi (Barletta) |

|            |           |  |
| Traini 46’ | Marcatori |  |

| Arbitro: | Barboni (Firenze) |

|            |           |  |
| Bonafè 49’ | Marcatori |  |

| Arbitro: | R. Lattanzi (Roma) |

|                               |           |            |
| Gattelli 54’ Bonci 80’ (rig.) | Marcatori | 53’ Libera |

| Arbitro: | Panzino (Catanzaro) |

|                |           |           |
| E. Calloni 55’ | Marcatori | 71’ Silva |

| Arbitro: | Toselli (Cormons) |

|                     |           |                           |
| Mongardi 40’ (rig.) | Marcatori | 50’ E. Calloni 71’ Libera |

| Arbitro: | Casarin (Milano) |

|                |           |            |
| E. Calloni 26’ | Marcatori | 83’ Facchi |

| Arbitro: | Trono (Torino) |

|            |           |           |
| Piaser 13’ | Marcatori | 43’ Prato |

| Arbitro: | Barbaresco (Cormons) |

|            |           |  |
| Borghi 79’ | Marcatori |  |

| Arbitro: | Prati (Parma) |

|                |           |           |
| C. Petrini 15’ | Marcatori | 79’ Prato |

| Arbitro: | Gonella (Torino) |

|                                    |           |             |
| E. Calloni 7’, 67’ Libera 17’, 73’ | Marcatori | 60’ Michesi |

| Arbitro: | Martinelli (Catanzaro) |

|               |           |               |
| E. Calloni 5’ | Marcatori | 46’ Prunecchi |

| Arbitro: | Trinchieri (Reggio Emilia) |

|                    |           |  |
| La Rosa 76’ (rig.) | Marcatori |  |

| Arbitro: | Angonese (Mestre) |

|             |           |            |
| Mujesan 36’ | Marcatori | 67’ Bonafè |

| Arbitro: | Ciacci (Firenze) |

|                     |           |             |
| E. Calloni 26’, 57’ | Marcatori | 47’ Rizzati |

| Arbitro: | Reggiani (Bologna) |

|                                |           |  |
| Valmassoi 63’ Prato 86’ (rig.) | Marcatori |  |

| Catania 27 gennaio 1974 18ª giornata | Catania        | 0 – 0 | Varese | Stadio Cibali\| Arbitro: \| Trono (Torino) \| |
| Arbitro:                             | Trono (Torino) |       |        |                                               |

| Varese 3 febbraio 1974 19ª giornata | Varese             | 0 – 0 | Taranto | Stadio Franco Ossola\| Arbitro: \| Cantelli (Firenze) \| |
| Arbitro:                            | Cantelli (Firenze) |       |         |                                                          |

#### Girone di ritorno
| Arbitro: | Levrero (Genova) |

|                |           |  |
| E. Calloni 75’ | Marcatori |  |

| Bari 17 febbraio 1974 21ª giornata | Bari             | 0 – 0 | Varese | Stadio della Vittoria\| Arbitro: \| Lenardon (Siena) \| |
| Arbitro:                           | Lenardon (Siena) |       |        |                                                         |

| Arbitro: | Giunti (Arezzo) |

|                                 |           |  |
| E. Calloni 52’ Prato 83’ (rig.) | Marcatori |  |

| Arbitro: | Toselli (Cormons) |

|  |           |                |
|  | Marcatori | 56’ E. Calloni |

| Arbitro: | Prati (Parma) |

|  |           |            |
|  | Marcatori | 31’ Manera |

| Ascoli Piceno 17 marzo 1974 25ª giornata | Ascoli              | 0 – 0 | Varese | Stadio Cino e Lillo Del Duca\| Arbitro: \| Menicucci (Firenze) \| |
| Arbitro:                                 | Menicucci (Firenze) |       |        |                                                                   |

| Arbitro: | Gonella (Torino) |

|                      |           |           |
| Gorin 64’ Bonafè 75’ | Marcatori | 76’ Goffi |

| Arbitro: | Barbaresco (Cormons) |

|             |           |             |
| Bertuzzo 8’ | Marcatori | 62’ Ramella |

| Arbitro: | Trinchieri (Reggio Emilia) |

|                                  |           |                                   |
| Prato 23’ Ramella 43’ Bonafè 55’ | Marcatori | 67’ (rig.) Sperotto 81’ Collavini |

| Reggio Calabria 14 aprile 1974 29ª giornata | Reggina              | 0 – 0 | Varese | Stadio Comunale\| Arbitro: \| Gialluisi (Barletta) \| |
| Arbitro:                                    | Gialluisi (Barletta) |       |        |                                                       |

| Arbitro: | Menegali (Roma) |

|                                            |           |           |
| E. Calloni 31’ Prato 40’ (rig.) Fusaro 66’ | Marcatori | 89’ Russo |

| Arbitro: | Giunti (Arezzo) |

|                  |           |                           |
| Giannattasio 60’ | Marcatori | 15’ Borghi 58’ E. Calloni |

| Arbitro: | Panzino (Catanzaro) |

|               |           |  |
| Garritano 81’ | Marcatori |  |

| Arbitro: | Cantelli (Firenze) |

|            |           |                |
| Andena 76’ | Marcatori | 6’ Magistrelli |

| Arbitro: | Serafino (roma) |

|                             |           |  |
| Libera 38’ Prato 74’ (rig.) | Marcatori |  |

| Arbitro: | Levrero (Genova) |

|               |           |                       |
| Volpi 3’, 64’ | Marcatori | 53’ Bonafè 63’ Libera |

| Arbitro: | Angonese (Mestre) |

|            |           |                              |
| Taddei 57’ | Marcatori | 79’ Ramella 81’ (rig.) Prato |

| Arbitro: | Reggiani (Bologna) |

|                            |           |  |
| Ramella 31’ E. Calloni 55’ | Marcatori |  |

| Arbitro: | Sancini (Bologna) |

|                                       |           |                                     |
| Panozzo 26’ Campidonico 50’ Paina 90’ | Marcatori | 1’, 4’ (rig.) E. Calloni 17’ Libera |

### Coppa Italia

#### Girone 2
| Arbitro: | Levrero (Genova) |

|           |           |  |
| Facco 32’ | Marcatori |  |

| 2 settembre 1973 2ª giornata |  | – Turno di riposo VARESE |  |  |

| Arbitro: | Agnolin (Bassano del Grappa) |

|                             |           |                       |
| Bertuzzo 25’ Del Favero 78’ | Marcatori | 42’ Libera 61’ Bonafè |

| Arbitro: | Andreoli (Padova) |

|            |           |  |
| Fusaro 25’ | Marcatori |  |

| Arbitro: | Gonella (Torino) |

|                |           |                |
| E. Calloni 52’ | Marcatori | 28’ Cappellini |

## Statistiche

### Statistiche di squadra
| Competizione | Punti | In casa | In casa | In casa | In casa | In casa | In casa | In trasferta | In trasferta | In trasferta | In trasferta | In trasferta | In trasferta | Totale | Totale | Totale | Totale | Totale | Totale | DR  |
| Competizione | Punti | G       | V       | N       | P       | Gf      | Gs      | G            | V            | N            | P            | Gf           | Gs           | G      | V      | N      | P      | Gf     | Gs     | DR  |
| ------------ | ----- | ------- | ------- | ------- | ------- | ------- | ------- | ------------ | ------------ | ------------ | ------------ | ------------ | ------------ | ------ | ------ | ------ | ------ | ------ | ------ | --- |
| Serie B      | 51    | 19      | 13      | 5       | 1       | 30      | 11      | 19           | 5            | 10           | 4            | 21           | 17           | 38     | 18     | 15     | 5      | 51     | 28     | +23 |
| Coppa Italia | 4     | 2       | 1       | 1       | 0       | 2       | 1       | 2            | 0            | 1            | 1            | 2            | 3            | 4      | 1      | 2      | 1      | 4      | 4      | 0   |
| Totale       |       | 21      | 14      | 6       | 1       | 32      | 12      | 21           | 5            | 11           | 5            | 23           | 20           | 42     | 19     | 17     | 6      | 55     | 32     | +23 |

### Statistiche dei giocatori
| Giocatore      | Serie B  | Serie B | Serie B     | Serie B    | Coppa Italia | Coppa Italia | Coppa Italia | Coppa Italia | Totale   | Totale | Totale      | Totale     |
| Giocatore      | Presenze | Reti    | Ammonizioni | Espulsioni | Presenze     | Reti         | Ammonizioni  | Espulsioni   | Presenze | Reti   | Ammonizioni | Espulsioni |
| -------------- | -------- | ------- | ----------- | ---------- | ------------ | ------------ | ------------ | ------------ | -------- | ------ | ----------- | ---------- |
| G. Andena      | 37       | 1       | ?           | ?          | ?            | ?            | ?            | ?            | 37+      | 1+     | ?           | ?          |
| M. Arrighi     | 1        | 0       | ?           | ?          | ?            | ?            | ?            | ?            | 1+       | 0+     | ?           | ?          |
| P. Bonafè      | 36       | 5       | ?           | ?          | ?            | ?            | ?            | ?            | 36+      | 5+     | ?           | ?          |
| A. Borghi      | 35       | 2       | ?           | ?          | ?            | ?            | ?            | ?            | 35+      | 2+     | ?           | ?          |
| E. Calloni     | 31       | 16      | ?           | ?          | ?            | ?            | ?            | ?            | 31+      | 16+    | ?           | ?          |
| D. Gorin       | 36       | 4       | ?           | ?          | ?            | ?            | ?            | ?            | 36+      | 4+     | ?           | ?          |
| R. Dehò        | 8        | 0       | ?           | ?          | ?            | ?            | ?            | ?            | 8+       | 0+     | ?           | ?          |
| V. De Lorentis | 5        | 0       | ?           | ?          | ?            | ?            | ?            | ?            | 5+       | 0+     | ?           | ?          |
| P. De Gennaro  | 2        | 0       | ?           | ?          | ?            | ?            | ?            | ?            | 2+       | 0+     | ?           | ?          |
| C. Della Corna | 37       | -27     | ?           | ?          | ?            | ?            | ?            | ?            | 37+      | -27+   | ?           | ?          |
| L. Fabris      | 1        | -1      | ?           | ?          | ?            | ?            | ?            | ?            | 1+       | -1+    | ?           | ?          |
| N. Fusaro      | 31       | 1       | ?           | ?          | ?            | ?            | ?            | ?            | 31+      | 1+     | ?           | ?          |
| D. Gorin       | 36       | 4       | ?           | ?          | ?            | ?            | ?            | ?            | 36+      | 4+     | ?           | ?          |
| G. Libera      | 16       | 9       | ?           | ?          | ?            | ?            | ?            | ?            | 16+      | 9+     | ?           | ?          |
| Longhi         | 1        | 0       | ?           | ?          | ?            | ?            | ?            | ?            | 1+       | 0+     | ?           | ?          |
| B. Mayer       | 21       | 0       | ?           | ?          | ?            | ?            | ?            | ?            | 21+      | 0+     | ?           | ?          |
| G. Marini      | 34       | 0       | ?           | ?          | ?            | ?            | ?            | ?            | 34+      | 0+     | ?           | ?          |
| A. Perego      | 16       | 0       | ?           | ?          | ?            | ?            | ?            | ?            | 16+      | 0+     | ?           | ?          |
| E. Prato       | 38       | 8       | ?           | ?          | ?            | ?            | ?            | ?            | 38+      | 8+     | ?           | ?          |
| E. Ramella     | 8        | 4       | ?           | ?          | ?            | ?            | ?            | ?            | 8+       | 4+     | ?           | ?          |
| M. Riva        | 12       | 0       | ?           | ?          | ?            | ?            | ?            | ?            | 12+      | 0+     | ?           | ?          |
| G. Valmassoi   | 37       | 1       | ?           | ?          | ?            | ?            | ?            | ?            | 37+      | 1+     | ?           | ?          |
| Vatieri        | 1        | 0       | ?           | ?          | ?            | ?            | ?            | ?            | 1+       | 0+     | ?           | ?          |